# Naomi Klein
Naomi A. Klein (rođena 8. svibnja 1970.) kanadska je autorica, društvena aktivistica i filmska producentica poznata po svojim političkim analizama, podršci ekofeminizmu, sindikaliziranom radu, lijevoj politici i kritici korporativnog globalizma, fašizma, ekofašizma i kapitalizma. Od 2021. predavačica je na kolegiju klimatske pravde na Sveučilištu u Britanskoj Kolumbiji i kodirektorica Centra za klimatsku pravdu.
Međunarodnu je pažnju stekla 1999. godine knjigom No Logo. Dokumentarni film o okupaciji argentinskih tvornica The Take iz 2004. godine dodatno je skrenuo pažnju na njezin rad, a knjigom Doktrina šoka iz 2007. godine u kojoj je pružila kritičku analizu povjesti neoliberalne ekonomije konsolidirala je njezino mjesto značajnog aktivista na međunarodnoj razini. Knjiga je adaptirana i u šestominutni film Alfonsa i Jonása Cuaróna, kao i u dugometražni dokumentarac Michaela Winterbottoma. Knjiga To mijenja sve: kapitalizam i klima (2014.) bila je bestseller New York Times-a u kategoriji publicistike, a osvojila je i nagradu Hilary Weston Writers' Trust Prize.
2016. godine osvojila je Sydneysku nagradu za mir za svoj aktivizam povezan sa klimatskom pravdom. Klein se regularno pojavljuje na međunarodnim i nacionalnim listama najutjecajnijih suvremenih mislioca uključujući Thought Leaders listu 2014. godine, listu svjetskih mislioca magazina Prospect kao i Macleanovoj Power List iste godine.